# Asura biplagiata
Asura biplagiata là một loài bướm đêm thuộc phân họ Arctiinae, họ Erebidae.